# 히로코시타역
히로코시타역(일본어: 弘高下駅)은 일본 아오모리현 히로사키시에 위치한 고난 철도 고난 선의 철도역이다. 단선 승강장 1면 1선의 구조를 갖춘 지상역이다.

## 역 주변
- 히로사키 대학
- 아오모리 현립 히로사키 고등학교

## 역사
- 1952년 1월 26일 : 히로사키 전기 철도의 역으로서 개업.
- 1970년 10월 1일 : 고난 철도로 양도.
- 1974년 8월 5일 : 업무 위탁화.

## 인접 역
| 고난 철도 오와니 선                | 고난 철도 오와니 선 | 고난 철도 오와니 선            |
| ---------------------------------- | ------------------- | ------------------------------ |
| 히로사키가쿠인다이마에 오와니 방면 | ■ 오와니 선         | 주오히로사키 주오히로사키 방면 |